# Ada à Beckett

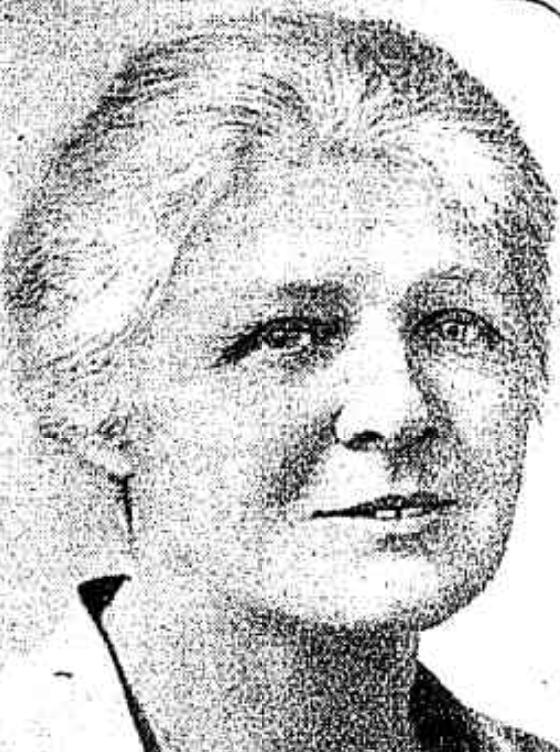
Ada Mary à Beckett um 1929

Ada Mary à Beckett CBE (* 18. Mai 1872 in Norwood (South Australia), Australien als Ada Mary Lambert; † 20. Mai 1948 in Melbourne, Australien) war eine australische Biologin und Hochschullehrerin. Sie war 1895 die zweite Frau, die einen Abschluss in Naturwissenschaften an der Universität Melbourne erwarb und war dort die erste ernannte Dozentin.

## Leben und Werk
À Beckett war die älteste Tochter von Henry John Lambert und seiner Frau Helen, geborene Garrett. Sie wurde an der Advanced School for Girls in Adelaide und an der Universität Melbourne ausgebildet, wo sie 1895 den Bachelor-Abschluss und 1897 den Master-Abschluss erwarb. Während ihres Studiums erhielt sie mehrere Auszeichnungen und Stipendien.
Von 1893 bis 1900 unterrichtete sie an sieben Mädchenschulen in Melbourne und Geelong sowie am Working Men’s College. Sie war auch Demonstratorin in Biologie an der Universität Melbourne und übernahm 1898 dort weitere Tätigkeiten, als der Anthropologe Sir Walter Baldwin Spencer sich im Ausland aufhielt, 1899 kurz vor und für einige Monate nach dem Tod von des Paläontologen Sir Frederick McCoy und entlastete den Zoologen Thomas Sergeant Hall. Während Spencers zentralaustralischer anthropologischer Exkursion wurde sie 1901 als erste Frau als Dozentin für Biologie an der Universität Melbourne ernannt.
Am 19. Februar 1903 heiratete sie den ältesten Sohn von Sir Thomas à Beckett, den Anwalt Thomas Archibald à Beckett. Zwei Jahre nach der Geburt ihres dritten Sohnes unterrichtete sie wieder hauptsächlich an dem Mädchengymnasium der Melbourne Church of England. Während des Ersten Weltkriegs war sie erneut als Demonstratorin in Biologie an der Universität Melbourne tätig. Als das Scotch College Melbourne 1921 das Fach Biologie in seine Abschlusskurse einführte, war sie dort bis zu ihrem Ruhestand 1937 hauptberuflich als Leiterin der Abteilung Biologie tätig.
1908 wurde sie zur Vizepräsidentin der Free Kindergarten Union of Victoria gewählt und war von 1919 bis 1939 Präsidentin und danach eine Lebenspräsidentin. 1916 war sie maßgeblich an der Gründung des Kindergarten Training College in Kew (Victoria) beteiligt und trug zur Gestaltung von Kursen bei. Sie unterrichtete von 1920 bis 1923 Physiologie und Hygiene und war von 1926 bis 1939 Präsidentin des College Council. 1936 gründete sie die Australian Association for Pre-School Child Development. Sie war an der Errichtung eines Gemeindezentrums auf dem Grundstück der Housing Commission in Fishermen’s Bend beteiligt. Der dort 1942 eingerichtete Kindergarten wurde nach ihr benannt.
Sie war in vielen Frauenorganisationen aktiv, darunter im National Council of Women of Australia.

## Ehrungen
- 1935: Ernennung zum Commander of the British Empire (CBE)
- Ein Kindergarten in Port Melbourne und ein Stipendium für Kindergärtnerinnen sind nach ihr benannt.